# Internationaler Tag gegen Rassismus
Der Internationale Tag gegen Rassismus wird jährlich am 21. März begangen und wurde 1966 von den Vereinten Nationen ausgerufen. Anlass war der sechste Jahrestag des Massakers von Sharpeville durch Einheiten der South African Police in Sharpeville in Südafrika, damals Apartheidsstaat Südafrikanische Union, am 21. März 1960. Auf Englisch heißt der Tag International Day for the Elimination of Racial Discrimination, auf Französisch Journée internationale pour l’élimination de la discrimination raciale (zu Deutsch heißt Beides: Internationaler Tag zur Beseitigung der Diskriminierung von Rassen).

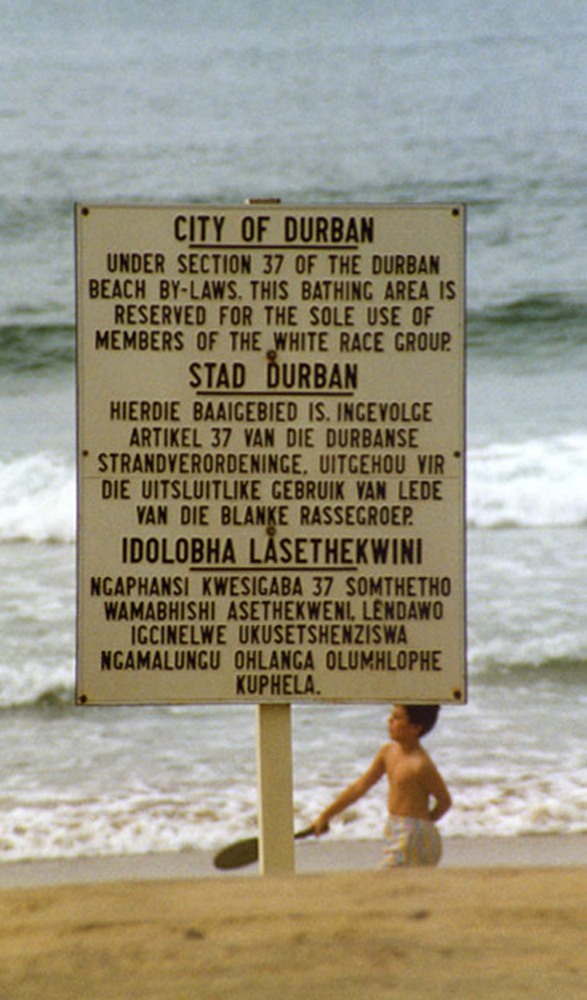
Durban 1989, das Schild besagt, dass der Strand gemäß Artikel 37 der Strandverordnung Durbans nur für Weiße zugänglich ist

Seit 1979 finden zu dieser Zeit jährlich auch die „Internationalen Wochen gegen Rassismus“ statt. Ab 1993 untersuchte die Wahrheits- und Versöhnungskommission (TRC) begangenes Unrecht an Schwarzen und anderen rassistisch verfolgten Bevölkerungsgruppen in Südafrika. Der Zeitraum, mit dem sich die TRC-Kommission befasste, beginnt mit dem Massaker von Sharpeville. Die Kommission machte die damalige Regierung, insbesondere den Polizeiminister, mitverantwortlich für das Massaker. 1996 unterzeichnete der damalige Präsident Nelson Mandela die neue südafrikanische Verfassung in Sharpeville.
Seit 1995 ist der 21. März als „Tag der Menschenrechte“ (Human Rights Day) auch in Südafrika ein nationaler Gedenktag.